# Joseph-Alphonse Esménard
Joseph-Alphonse Esménard (Pélissanne, 1770 - Fondi, 25 de junio de 1811) fue un poeta francés.  Era hermano del periodista Jean-Baptiste Esménard.
Editor de periódicos realistas, Esménard abandonó Francia a raíz de los hechos revolucionarios del 10 de agosto de 1792 y viajó por toda Europa, visitando Inglaterra, los Países Bajos, Alemania, Italia, Constantinopla y Grecia. Volvió a París en 1797, y escribió en La Quotidienne, pero de nuevo fue forzado al exilio después del Golpe de Estado del 18 de fructidor, no sin antes haber pasado dos meses en la prisión del Temple. Volvió de nuevo a Francia después del 18 de Brumario, pero pronto salió de nuevo hacia Saint-Domingue (actual Haití) como secretario del general Leclerc en la expedición a Saint-Domingue. Al volver de la expedición fue nombrado jefe de la oficina de los teatros, dependiente del Ministerio del Interior, gracias a la protección de Anne Jean Marie René Savary. Sin embargo, poco después partió de nuevo para acompañar al almirante Villaret de Joyeuse a la Martinica. 
Volvió de nuevo a Francia, donde fue acreedor de importantes favores del gobierno imperial por los servicios prestados -censor de los teatros y librerías, censor del Journal de l'Empire y jefe de división del Ministerio del Interior.- En 1810 fue elegido como miembro de la Academia Francesa. 
Por haber publicado un artículo satírico contra uno de los enviados de Napoleón en Rusia en el Journal de l'Empire, fue desterrado a Italia durante unos meses. Cuando volvía del exilio sufrió un accidente de coche de caballos, a raíz del cual murió en Fondi, cerca de Nápoles.

## Obras
Esménard es principalmente conocido por el poema didáctico y descriptivo de título La Navigation, publicado inicialmente en 8 cantos el año 1805 y luego reeditado en 6 cantos en 1806. Es una obra precisa, hecha a partir de las observaciones del autor en el transcurso de sus viajes. Sin embargo, su versificación es monótona y la obra carece de acción y movimiento. 
Escribió el libreto de la ópera en tres actos Le Triomphe de Trajan, con música de Jean-François Lesueur, que describe la vida de Trajano, pero llena de aduladoras alusiones a Napoleón I de Francia. Fue estrenada con críticas triunfales en 1807. También escribió el libreto de la ópera en tres actos Fernand Cortez ou la conquête du Mexique (1809) en colaboración con Victor-Joseph Étienne de Jouy y música de Gaspare Spontini, que también gozó de un buen éxito. También es autor de una serie de poemas a la gloria de Napoleón, recogidos bajo el título La Couronne poétique de Napoleón (1807).